# Шешенин, Емельян Дмитриевич
Емелья́н Дми́триевич Шеше́нин (13 января 1925, Батуринский район, Уральская область — 29 января 2002, Екатеринбург) — советский правовед, специалист по гражданскому праву, кандидат юридических наук, доцент, доцент кафедры гражданского права Свердловского юридического института (СЮИ, ныне — Уральский государственный юридический университет). Участник Великой Отечественной войны, лейтенант.

## Биография
Емельян Дмитриевич Шешенин родился 13 января 1925 года в деревне Шешениной Симаковского сельсовета Батуринского района Шадринского округа Уральской области. Решением Курганского облисполкома № 108 от 18 марта 1975 года деревня Шешенина Краснонивинского сельсовета Шадринского района исключена как сселившаяся; ныне территория деревни входит в Шадринский муниципальный округ Курганской области. Родители — Дмитрий Петрович и Ефимья Маркеловна, а также глава семьи, дед Петр Никандрович, — были крестьянами, старообрядцами. Семья пережила массовый голод 1932-1933 годов, была раскулачена и переселена в село Косулино (ныне село входит в Белоярский городской округ Свердловской области), где Е. Д. Шешенин окончил школу.
В 1941 году поступил в Свердловский юридический институт.
4 февраля 1943 года призван в Рабоче-крестьянскую Красную Армию и направлен в Первое Тюменское военно-пехотное училище. Служил в 910-м стрелковом полку 243-й стрелковой дивизии 6-й армии Юго-Западного фронта, был ранен и фигурировал в донесении о безвозвратных потерях как убитый 3 сентября 1943 года, однако выжил и после лечения продолжил военную службу в 183-м зенитном артиллерийском полку 8-го корпуса ПВО Юго-Западного фронта ПВО, лейтенант.
После демобилизации 3 ноября 1945 года смог продолжить учёбу в Свердловском юридическом институте: вернулся к занятиям в феврале 1946 года, окончил институт и поступил в аспирантуру в 1948 году.
В 1952 году под руководством профессора Бориса Борисовича Черепахина защитил диссертацию кандидата юридических наук на тему «Договор подряда на капитальное строительство по советскому гражданскому праву». В 1964 году подготовил и представил к защите докторскую диссертацию на тему «Договоры услуг в советском гражданском праве».
На протяжении всего времени работы в Свердловском юридическом институте преподавал курсы гражданского права, римского права, семейного права, жилищного права.
Емельян Дмитриевич Шешенин скончался 29 января 2002 года в городе Екатеринбурге Свердловской области. Похоронен на Широкореченском кладбище Верх-Исетского района города Екатеринбурга Свердловской области.

## Научная деятельность
Основу научных интересов Е. Д. Шешенина составляло договорное право. Е. Д. Шешенин считается создателем развернутого учения об услугах в советском гражданском праве. Он первым в отечественной цивилистике систематически изложил основные положения об обязательствах и договорах об оказании услуг.
В частности, теме услуг посвящены работы «Предмет обязательства по оказанию услуг» (1964 г.), «Классификация гражданско-правовых обязательств по оказанию услуг» (1984), «Договор услуг в советском гражданском праве» (1963 г.), «Общие проблемы обязательств по оказанию услуг» (1983 г.) и другие.
Кандидатская диссертация Е. Д. Шешенина является хронологически первым научным исследованием договоров подряда в советской юридической науке.
Под руководством Е. Д. Шешенина защищены диссертации кандидата юридических наук И. В. Матанцевым, В. М. Лебедевым, С. А. Кудреватых и др.

## Награды
- Орден Отечественной войны II степени, 21 февраля 1987 года[7]
- Медаль «За победу над Германией в Великой Отечественной войне 1941—1945 гг.»[8]